# أولاد املول
 أولاد املول (بالإنجليزية: OULAD IMLOUL)‏ هي جماعة قروية تابعة لإقليم الرحامنة ضمن جهة مراكش أسفي بالمغرب. بلغ مجموع عدد سكان  أولاد املول حسب إحصاءات 2004 حوالي 9641 نسمة يعيشون في 1465 أسرة.

## إحصاء عام
| السنة | عدد السكان | عدد الأسر | عدد الأجانب |
| ----- | ---------- | --------- | ----------- |
| 1994  | 9343       | 1268      | °°°°        |
| 2004  | 9641       | 1465      | 0           |